# Équancourt
Équancourt é uma comuna francesa na região administrativa de Altos da França, no departamento de Somme. Estende-se por uma área de 7,79 km². Em 2010 a comuna tinha 301 habitantes (densidade: 38,6 hab./km²).